# Ходжсон, Ник
Ни́колас Дэ́вид Джеймс Хо́джсон (англ. Nicholas James David Hodgson; род. 20 октября 1977 года, Лидс, Уэст-Йоркшир, Великобритания) — барабанщик, бэк-вокалист и автор песен английской инди-рок группы Kaiser Chiefs.
Ходжсон учился в школе Святой Марии в деревеньке Менстон, Уэст-Йоркшир с музыкантами группы Kaiser Chiefs Ником Бейнсом и Саймоном Риксом. Затем он отправился в университетский колледж Святой Троицы в Хорсфорт, Лидс. Там будущий музыкант занимался географией. Позже он встретил Рики Уилсона и Эндрю Уайта. Вместе они основали музыкальный коллектив Runston Parva, позже просто Parva, а потом Kaiser Chiefs.